# Ghiocari
Ghiocari – wieś w Rumunii, w okręgu Buzău, w gminie Chiliile. W 2011 roku liczyła 45 mieszkańców.